# Jonīyān
Jonīyān (persiska: جنيان) är en ort i Iran.   Den ligger i provinsen Kurdistan, i den nordvästra delen av landet, 400 km väster om huvudstaden Teheran. Jonīyān ligger 1 766 meter över havet och antalet invånare är 520.
Terrängen runt Jonīyān är huvudsakligen kuperad, men söderut är den bergig.Runt Jonīyān är det ganska glesbefolkat, med 50 invånare per kvadratkilometer. Närmaste större samhälle är Şāḩeb, 17,2 km väster om Jonīyān. Trakten runt Jonīyān består i huvudsak av gräsmarker.